# Peter Werenfels
Peter Werenfels (Liestal, 20 de maio de 1627 — Basileia, 23 de maio de 1703) foi um teólogo reformador suiço, antista da igreja da Basileia.
É conhecido por ter orientado Jakob Bernoulli.

## Vida
Werenfels cresceu em Basileia, onde seu pai Johann Jakob Werenfels (1597–1655) foi pastor da Martinskirche. Lá estudou teologia, sendo ordenado em 1647.